# Srečko Karba
Srečko Karba, slovenski častnik, * 12. januar 1958, Ljutomer.
Polkovnik Karba je bil poveljnik šole za tuje jezike SV.

## Vojaška kariera
- poveljnik, Šola za tuje jezike SV (8. januar 2002–?)
- poveljnik 76. protioklepnega bataljona SV (? - 8. januar 2002)

## Odlikovanja in priznanja
- bronasta medalja generala Maistra (14. maj 2001)